# Шлухзе (община)
Шлу́хзе (нем. Schluchsee) — община в Германии, в земле Баден-Вюртемберг. Названа по имени озера, у берегов которого она расположена.
Подчиняется административному округу Фрайбург. Входит в состав района Брайсгау — Верхний Шварцвальд.  Население составляет 2538 человек (на 31 декабря 2010 года). Занимает площадь 69,44 км².

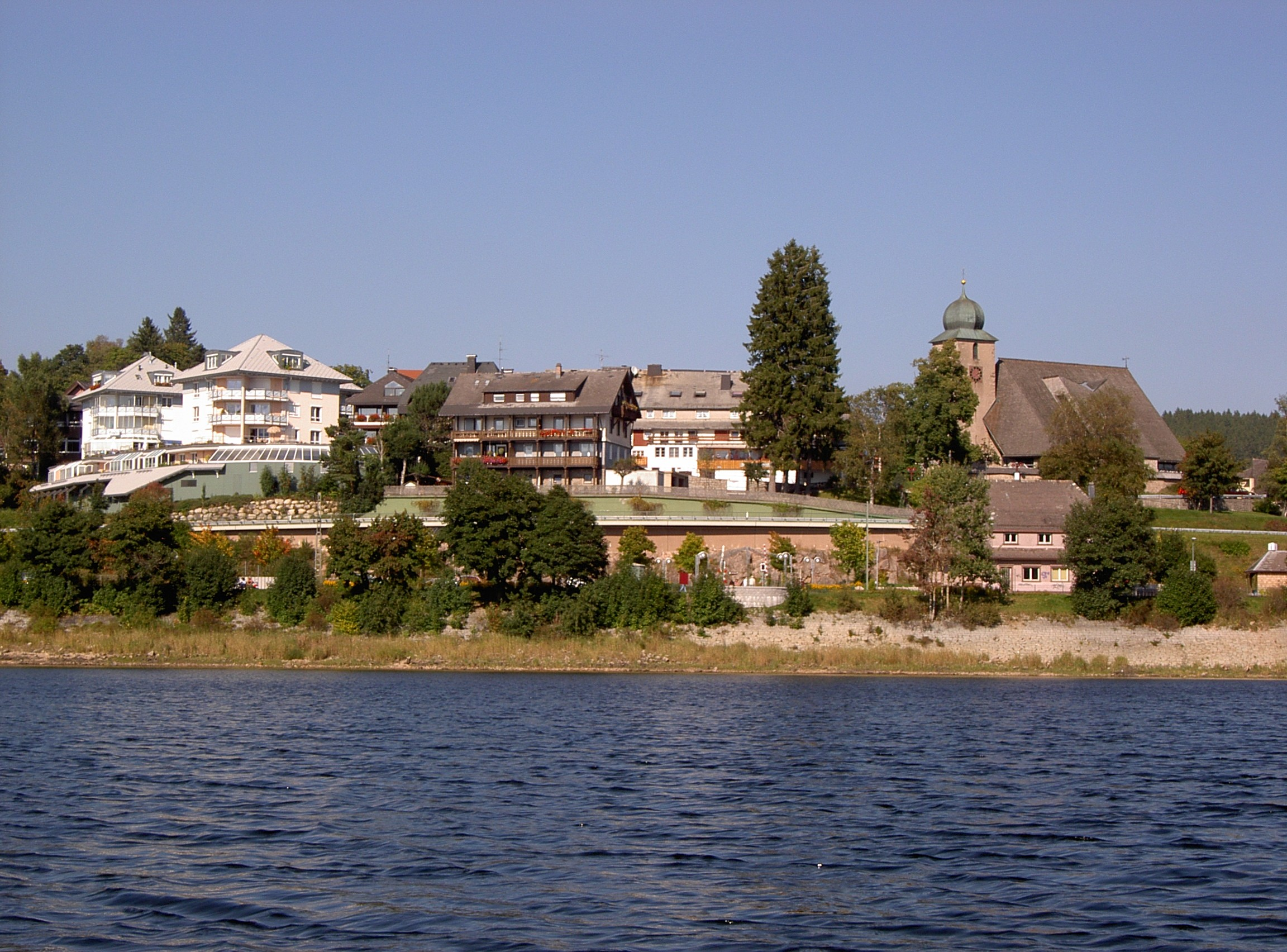
Шлухзе